# 한눈팔기 (소설)
《미치쿠사》(道草/みちくさ)는 나쓰메 소세키의 장편 소설이다. 아사히 신문에 1915년 6월 3일부터 9월 14일까지 연재되었다.
나는 고양이로소이다 집필시의 생활을 바탕으로 소세키 자신의 자전적인 이야기를 담고 있다.

## 역서
- 한눈팔기, 김정숙 역, 제이앤씨, 1998.
- 길 위의 생, 김정숙 역